# Kościół B na Wawelu
Kościół B – średniowieczny kościół prawdopodobnie z XI wieku, którego relikty odnaleziono na Wzgórzu Wawelskim w Krakowie.
Resztki fundamentów przedromańskiej świątyni odkryto w 1966 r. przy dziedzińcu zewnętrznym Wawelu, pod zabudowaniami dzisiejszego budynku nr 5 (południowy ryzalit dawnych kuchni). Była to rotunda z dwiema naprzeciwległymi apsydami (podczas późniejszych badań stwierdzono, że kościół nie miał kształtu tetrakonchosu, co pierwotnie wskazywali jego odkrywcy).
Rekonstrukcja wyglądu budowli była bardzo utrudniona z uwagi na brak widocznego układu w odnalezionych reliktach oraz fakt odnalezienia trzech rodzajów murów, które mają odpowiadać trzem fazom budowy. Szczątkowe relikty początkowo skłoniły odkrywców do błędnego uznania, że mają do czynienia z pierwotnym założeniem czteroabsydowym, które później przebudowano do formy dwuabsydowej z dwoma aneksami, jednak ta propozycja nie utrzymała się w świetle badań prowadzonych na początku lat 90. XX wieku. Według ostatniej rekonstrukcji średnica nawy wynosi ok. 3,4 m, a promień absyd ok. 2 m. Relikty murów zostały odsłonięte zarówno w partiach fundamentowych, jak i części nadziemnej do wysokości nawet 0,7 m. Mury składają się z piaskowca łamanego w podłużne płytki, ułożonego w technice opus emplectum. Lico murów wykazuje wątek warstwowy. 
We wnętrzu domniemanej absydy zachodniej odkryto fragmenty interpretowane jako pozostałości przyściennego filaru i kolumny pod emporę oraz grobowiec kryjący szkielet kobiety. Komora grobowa zrobiona była z ciosów i nakryta płytą kamienną z wyrytym ornamentem z tzw. krzyżem procesyjnym. Na podstawie ornamentu pochówek datowano na koniec XI lub XII wiek.
Nieznana jest też funkcja oraz wezwanie kościoła (stąd umowne określenie "kościół B"), który został zniszczony prawdopodobnie w XIII w.